# The MOFO Project/Object
The MOFO Project/Object dokumentarni je box-set američkog glazbenika Franka Zappe, koji postumno izlazi u prosincu 2006.g. Ovim setom se Zappi odala počast povodom 40 godina od izdavanja njegovog prvog albuma Freak Out!. Prvo izdanje izlazi na 2 CD-a, a drugo limitirano na 4 CD-a, koje je bilo dostupno samo preko Zappinih službenih internet stranica.

## Popis pjesama

### Verzija na 2 CD-a
Disk 1: 
Originalni Stereo LP Mix iz 1966. na albumu Freak Out!.
Disc 2:
1. Trouble Every Day (Basic Tracks)
2. Who Are The Brain Police?
3. I Ain't Got No Heart (Basic Tracks)
4. You Didn't Try To Call Me (glavna skladba)
5. How Could I Be Such A Fool?
6. Anyway The Wind Blows - 1987 FZ Remix
7. Go Cry on Somebody Else's Shoulder
8. Motherly Love
9. "Tom Wilson"
10. "My Pet Theory"
11. Hungry Freaks Daddy (glavna skladba)
12. Help, I'm a Rock - 1970 FZ Remix
13. It Can't Happen Here - 1970 FZ Remix
14. Freak Out Drum Track w/ Timp. & Lion
15. Watts Riot Demo/Fillmore Sequence
16. Freak Out Zilofone
17. "Low Budget Rock & Roll Band"

### Verzija na 4 CD-a
Disk 1:
Originalni Stereo LP Mix iz 1966. na albumu Freak Out!.
Disc 2:
1. Hungry Freaks, Daddy
2. Anyway The Wind Blows
3. Go Cry On Somebody Else's Shoulder
4. I Ain't Got No Heart
5. Motherly Love
6. I'm Not Satisfied
7. You're Probably Wondering Why I'm Here
8. You're Probably Wondering Why I'm Here - glavna skladba
9. Who Are The Brain Police? - glavna skladba
10. How Could I Be Such A Fool? - glavna skladba
11. Anyway The Wind Blows - glavna skladba
12. Go Cry On Somebody Else's Shoulder - glavna skladba
13. I Ain't Got No Heart - glavna skladba
14. You Didn't Try To Call Me - glavna skladba
15. Trouble Every Day - glavna skladba
16. Help, I'm A Rock
17. Who Are The Brain Police?
18. Groupie Bang Bang
19. Hold On To Your Small Tiny Horsies...

Disk 3:
1. Objects
2. Freak Trim (Kim Outs A Big Idea)
3. Percussion Insert Session Snoop
4. Freak Out Drum Track w/ Timp. & Lion
5. Percussion Object 1 & 2
6. Lion Roar & Drums From Freak Out!
7. Vito Rocks The Floor (Greek Out!)
8. "Low Budget Rock & Roll Band"
9. Suzy Creamcheese (What's Got Into You?)
10. Motherly Love
11. You Didn't Try To Call Me
12. I'm Not Satisfied
13. Hungry Freaks, Daddy
14. Go Cry On Somebody Else's Shoulder

Disk 4:
1. Wowie Zowie
2. Who Are The Brain Police?
3. Hungry Freaks, Daddy
4. Cream Cheese
5. Trouble Every Day
6. It Can't Happen Here
7. "Psychedelic Music"
8. "MGM"
9. "Dope Fiend Music"
10. "How We Made It Sound That Way"
11. "Poop Rock"
12. "Machinery"
13. "Psychedelic Upholstery"
14. "Psychedelic Money"
15. Who Are The Brain Police?
16. Any Way The Wind Blows
17. Hungry Freaks, Daddy
18. "The 'Original' Group"
19. "Necessity"
20. "Union Scale"
21. "25 Hundred Signing Fee"
22. "Tom Wilson"
23. "My Pet Theory"
24. "There Is No Need"

## Izvođači
• Arthur Maebe 

• Benjamin Barrett 

• Bob Stone - Remix 

• Carl Franzoni 

• Carol Kaye 

• Chris Riess - Notni zapis 

• Dave Wells 

• David Anderle 

• David Fricke - Notni zapis 

• Doug Sax - Remastering 

• Edgard Varèse - Autor 

• Elliot Ingber - Gitara, Ritam gitara 

• Emmet Sargeant 

• Eugene Dinovi 

• Frank Zappa - Aranžer, Direktor slike, Autor, Dirigent, Producent, orkestracija, Udaraljke, Remixi, Tekst 

• Gail Zappa - Producent 

• Gene Estes - Udaraljke 

• George Price 

• Jack Anesh - Dizajn omota albuma 

• Jim Black - Bubnjevi, Udaraljke, Vokal 

• Joe Travers - Producent, Arhivar 

• John "Snakehips" Johnson 

• John Polito - Zvučna restauriranja, Mastering 

• John Rotella 

• Joseph Saxon 

• Ken Watson - Udaraljke 

• Kim Fowley 

• Kurt Reher 

• Melanie Starks - Koordinator produkcije 

• Mothers Auxiliary 

• Neil Levang 

• Paul Bergstrom 

• Plas Johnson 

• Ray Collins -, Ručne činele, Frizer, Harmonika, Dajre, Vokal 
 
• Ray Leong - Slika omota 

• Raymond Kelley 

• Roy Caton 

• Roy Estrada - Bas gitara, Gitaron, Soprano (Vokal) 

• Sangwook "Sunny" Nam - Remastering 

• Stan Agol - Remixi 

• Terry Gilliam 

• Tom Wilson - Producent 

• Tracy Veal - Direktor slike, Dizajn 

• Val Valentine - Direktor projekcije 

• Virgil Evans

## Vanjske poveznice
- Official Zappa website - Informacije o albumu  Arhivirana inačica izvorne stranice od 30. travnja 2011. (Wayback Machine)
- The Zappa Patio - Detalji i analiza